# Nuevo Chapultepec
Nuevo Chapultepec är en ort i Mexiko.   Den ligger i kommunen Ocosingo och delstaten Chiapas, i den sydöstra delen av landet, 900 km öster om huvudstaden Mexico City. Nuevo Chapultepec ligger 499 meter över havet och antalet invånare är 288.
Terrängen runt Nuevo Chapultepec är kuperad åt sydost, men åt nordväst är den bergig. Runt Nuevo Chapultepec är det glesbefolkat, med 16 invånare per kvadratkilometer. Närmaste större samhälle är Emiliano Zapata, 10,6 km söder om Nuevo Chapultepec. I omgivningarna runt Nuevo Chapultepec växer i huvudsak städsegrön lövskog.